# Classe Zoubr
Pour les articles homonymes, voir Zubr.

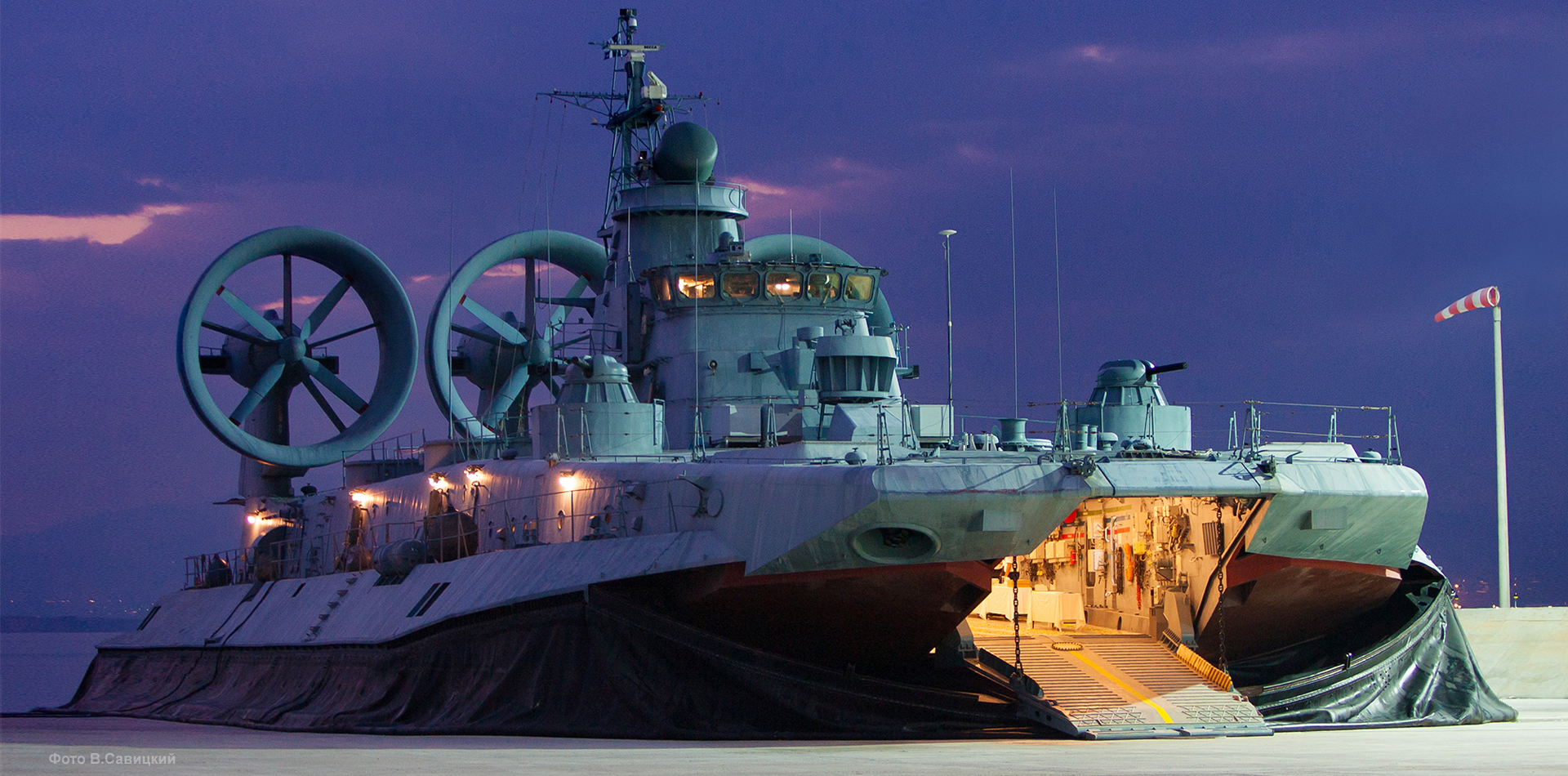
Zoubr de la marine russe en 2012.

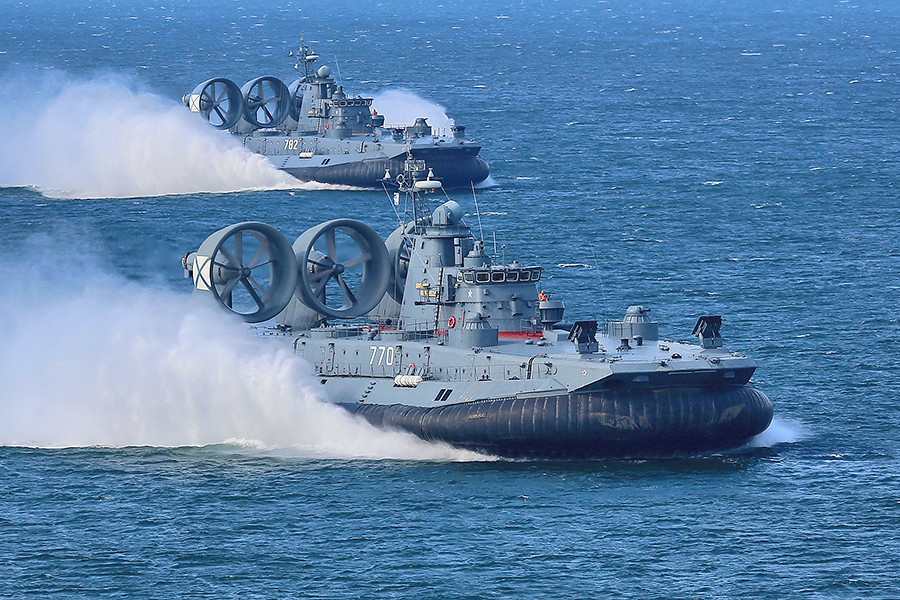
Deux aéroglisseurs Zubr lors de manœuvres.

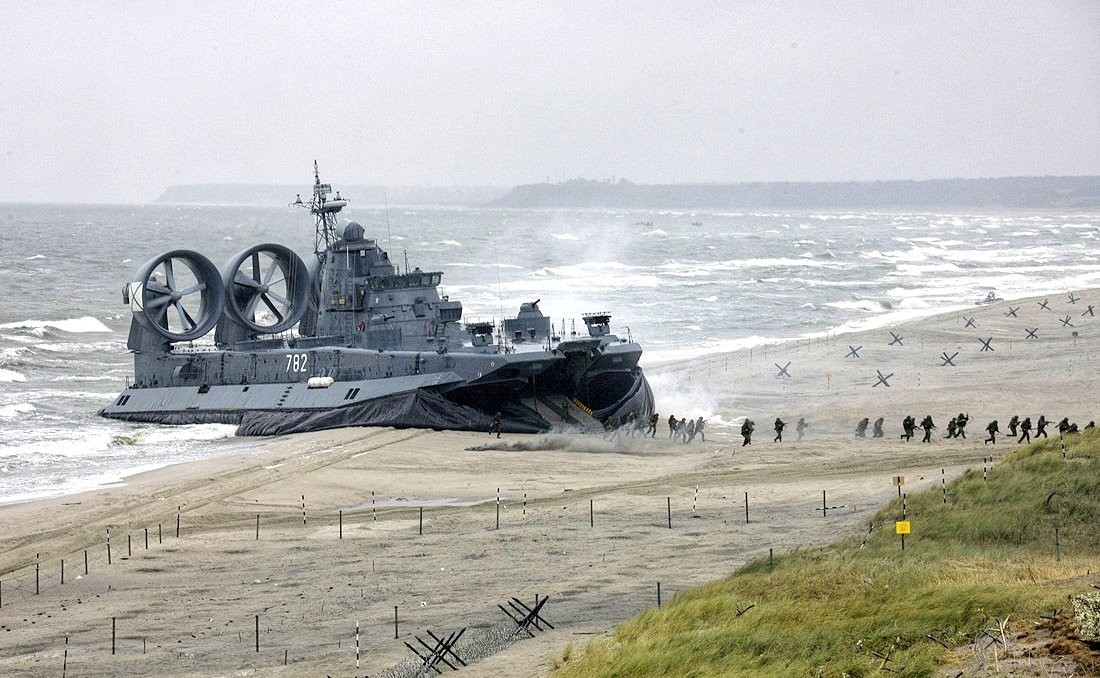
Aéroglisseur Zubr ayant atterri et débarquant les personnels.

La classe Zoubr (ou Zubr) qui signifie en russe bison ou auroch, est une classe d'aéroglisseurs de conception soviétique ; c'est le plus grand à usage militaire au monde. Il est identifié comme le projet 12322 et par son code OTAN : Pomornik.

## Caractéristiques
Il est principalement utilisé comme bâtiment amphibie, de type LCAC, pour débarquer hommes et véhicules sur les côtes mais peut aussi servir comme poseur de mines. Il déplace 340 tonnes à vide, et jusqu'à 550 tonnes à pleine charge, lui conférant une capacité d'emport maximum de 150 t, soit 500 hommes, 140 t si le navire emporte également du matériel lourd (trois chars ou dix véhicules blindés). Propulsé par 3 hélices, elles-mêmes motorisées par 5 turbines à gaz Kutnetsov NK-12MV, son autonomie est de 560 km avec une vitesse maximale de 55 nœuds (environ 102 km/h).

## Historique
Il est entré en service à partir de 1988 dans la marine soviétique, et, depuis la chute de l'URSS, dans les Marines russe et ukrainienne qui en possèdent deux exemplaires chacune. La marine grecque en a acquis quatre exemplaires entre 2000 et 2004 (deux seulement en service en 2016).
La marine chinoise a signé un contrat d'un montant de 315 millions de dollars américains pour quatre de ces engins en 2009 auprès du chantier naval ФСК (Моrе) en Crimée alors ukrainien. Selon les termes du contrat, les deux premiers exemplaires sont construits en Ukraine et les deux suivants au chantier naval Huangpu au port de Canton, avec des pièces fournies par le chantier naval More, le système de combat et de navigation étant chinois. Les deux exemplaires livrés par le chantier de Crimée entrent en service vraisemblablement en 2015 et le premier exemplaire assemblé en Chine est mis à flot en novembre 2016.
L'aéroglisseur militaire lance-missiles russe de type Bora est plus grand mais, équipé de côtés en dur et une partie de sa structure restant en permanence immergée, il n'est pas considéré comme un véritable aéroglisseur.

## Opérateurs

### Opérateur
- Marine hellénique : 4 exemplaires en 2024, deux acquis de seconde main auprès de l'Ukraine et deux commandés neufs auprès du même pays en 1999[3]
- Marine russe : 2 exemplaires en 2024[3]
- Marine chinoise : 6 exemplaires en 2024[3]

### Ancien opérateur
- Marine soviétique : transmis aux états successeurs, d'autres ont été vendus ou détruits à la chute de l'URSS
- Marine ukrainienne : 5 exemplaires, désarmés en 1999 et 2000